# Janusz Kaczmarek
Janusz Kazimierz Kaczmarek (ur. 25 grudnia 1961 w Gdyni) – polski prawnik, prokurator i polityk, w latach 2005–2007 prokurator krajowy, w 2007 minister spraw wewnętrznych i administracji.

## Życiorys
Ukończył studia prawnicze na Wydziale Prawa i Administracji Uniwersytetu Gdańskiego. W 2012 na Uniwersytecie w Białymstoku uzyskał stopień doktora nauk prawnych na podstawie pracy zatytułowanej Kryminologiczne i prawne aspekty przestępstwa wzięcia i przetrzymywania zakładnika (art. 252 k.k.).
Po odbyciu aplikacji prokuratorskiej pracował w Prokuraturze Rejonowej w Elblągu, a od 1988 w Prokuraturze Rejonowej w Gdańsku. Należał także do Związku Socjalistycznej Młodzieży Polskiej oraz Stronnictwa Demokratycznego. Pod koniec lat 80. był członkiem Polskiej Zjednoczonej Partii Robotniczej.
W latach 1988–1993 pracował w Prokuraturze Rejonowej w Gdańsku. Od 1991 pełnił funkcję zastępcy prokuratora rejonowego w Gdańsku. W latach 1993–2000 był prokuratorem rejonowym w Gdyni. W 1993 za namową prezydent Gdyni Franciszki Cegielskiej bez powodzenia kandydował w wyborach do Sejmu z listy Bezpartyjnego Bloku Wspierania Reform. Prowadził zajęcia na Uniwersytecie Mikołaja Kopernika w Toruniu oraz w Studium Doskonalenia Nauczycieli oraz Podyplomowym Studium Przeciwdziałania Patologiom Społecznym w Gdańsku. Publikował w „Przeglądzie Oświatowym”, „Prokuraturze i Prawie”, „Państwie i Prawie”. Współautor książki Porwania dla okupu oraz autor monografii Przestępstwo wzięcia i przetrzymywania zakładnika. Aspekty prawne i kryminologiczne.
W 2000 został prokuratorem okręgowym w Gdańsku. W 2001 pełnił funkcję zastępcy prokuratora generalnego, którym był wówczas Lech Kaczyński. Od sierpnia 2001 był wicedyrektorem Biura Postępowania Przygotowawczego w Prokuraturze Krajowej. W 2002 został powołany na stanowisko prokuratora apelacyjnego w Gdańsku. 31 października 2005 objął stanowisko prokuratora krajowego w strukturach Ministerstwa Sprawiedliwości kierowanego wówczas przez Zbigniewa Ziobrę.
8 lutego 2007 premier Jarosław Kaczyński odwołał go ze stanowiska prokuratora krajowego, a prezydent Lech Kaczyński na jego wniosek powołał go na urząd ministra spraw wewnętrznych i administracji. 14 marca 2007 otrzymał nominację na członka Rady Bezpieczeństwa Narodowego. 8 sierpnia 2007 został odwołany z zajmowanego stanowiska. Bezpośrednią przyczyną były informacje o tym, jakoby był on źródłem przecieku w sprawie planowanej akcji CBA w Ministerstwie Rolnictwa i Rozwoju Wsi (tzw. afera gruntowa). 13 sierpnia 2007 został kandydatem grupy posłów LPR i Samoobrony RP na prezesa Rady Ministrów w trybie konstruktywnego wotum nieufności. 7 września 2007 Janusz Kaczmarek wycofał jednak zgodę na kandydowanie, wobec czego wniosek poselski jako bezprzedmiotowy nie został poddany pod głosowanie.
30 sierpnia 2007 został zatrzymany przez funkcjonariuszy ABW pod zarzutem utrudniania śledztwa i składania fałszywych zeznań. Zatrzymanie to zostało przez sąd uznane za bezzasadne i nieprawidłowe. Postępowanie przeciwko niemu w tym zakresie zostało umorzone w 2009. W 2008 ukazał się wywiad rzeka z Januszem Kaczmarkiem pt. Cena władzy autorstwa Marka Balawajdera i Romana Osicy, poświęcony m.in. sprawie zatrzymania Janusza Kaczmarka.
W 2010 Janusz Kaczmarek uzyskał wpis na listę radców prawnych, a następnie na listę adwokatów, podejmując praktykę w zawodzie. Został też wykładowcą w Wyższej Szkole Administracji i Biznesu im. Eugeniusza Kwiatkowskiego w Gdyni.